# Breutelia scoparia
Breutelia scoparia là một loài rêu trong họ Bartramiaceae. Loài này được Schwägr. A. Jaeger mô tả khoa học đầu tiên năm 1875.